# Бакхейт, Пол
Пол Бу(к)хайт — (Пол Буххайт, Пол Бухайт, Пол Букхайт; Paul Buchheit) - американский программист и предприниматель. Вырос в Нью-Йорке. Учился в Кейсовском университете Западного резервного района (штат Огайо, США). Был ведущим разработчиком Gmail. Разработал прототип Google AdSense в рамках своей работы над Gmail. Автор девиза компании Google «Don’t be evil», который он предложил в 2000 году на встрече по ценностям компании.

## Карьера
Работал в Intel. При переходе в Google стал их 23-м сотрудником. В Google начал разрабатывать Gmail в 2001 году. Он также задал вектор развития тому, что впоследствии станет известно как AdSense. Покинул Google в 2006 году, для работы над FriendFeed, который был запущен в 2007 году и приобретён Facebook в 2009 году. В 2010 году Пол Бакхейт покинул Facebook, чтобы стать партнёром в инвестиционной компании Y Combinator.

## Награды
В 2011 году стал лауреатом премии The Economist Innovation Awards в области вычислительной техники и телекоммуникаций.